# Çobanpınarı, Uzunköprü
Çobanpınar là một xã thuộc huyện Uzunköprü, tỉnh Edirne, Thổ Nhĩ Kỳ. Dân số thời điểm năm 2011 là 88 người.